# The Isley Brothers
The Isley Brothers sono un gruppo musicale statunitense nato negli anni cinquanta, di grande successo e influenza grazie ai suoi lavori di genere R&B e Soul. Il gruppo, nella sua formazione più estesa, era costituito dai sei fratelli Isley più loro cognato Chris Jasper, ma i fondatori furono O'Kelly Isley Jr., Rudolph Isley, Ronald Isley e Vernon Isley.

## Storia del gruppo
La storia degli Isley Brothers comincia nel 1954 nel quartiere di Lincoln Heights della città di Cincinnati in Ohio, allorché il padre O'Kelly Isley Sr. convince i figli O'Kelly Jr., Rudolph (detto Rudy), Ronald (detto Ronnie), e Vernon ad unirsi in un quartetto di musica gospel. La loro carriera si interrompe pochi mesi dopo quando in un incidente Vernon muore investito mentre andava in bicicletta. Tuttavia i genitori convinsero i tre superstiti a riformare il gruppo.
Dopo alcuni anni di musica gospel, i fratelli decidono di cambiare genere, dandosi al R&B. I genitori supportano la scelta dei figli inviandoli a New York alla ricerca di una casa discografica che accogliesse i loro brani. La Teenage Record accetta e pubblica il loro primo singolo, Angels Cried, che non registra molto successo.
Successivamente, nel 1959, l'intera famiglia Isley trasloca nella città di Englewood nel New Jersey. È proprio in quell'anno che gli Isley Brothers, per finanziarsi, decidono di intraprendere una serie di concerti. Una sera, chiamati ad aprire un concerto di Jackie Wilson, suonano una cover della canzone Lonely Teardrops dello stesso Wilson. Sono così notati da un talent scout della casa discografica RCA che immediatamente convoca i fratelli per registrare alcuni singoli. In quel 1959 gli Isley Brothers pubblicano quello che fu il loro singolo di maggior successo: Shout!, singolo che raggiunge la posizione numero 47 della Billboard Hot 100.
Il più celebre singolo successivo fu Twist and Shout, del 1962, cover di un brano scritto da Phil Medley e Bert Russell (ancora più successo avrà la nota versione dei Beatles).

A successivi insuccessi di taluni singoli, i fratelli scelgono di cambiare nuovamente casa discografica affidandosi alla United Artists e infine (è il 1964) decidendo di aprire una propria casa discografica: la T-Neck Records. Con questa etichetta gli Isley Brothers pubblicano i due singoli Testify e Move over and let me dance che vedono nel ruolo di chitarrista niente meno che un giovane Jimi Hendrix, il quale però se ne va presto perché invitato a suonare per Little Richard.
Dopo questi avvenimenti si susseguono anni caratterizzati dalla ricerca continua di una casa discografica in grado di portare al successo il gruppo. E l'apice del successo arriverà soltanto nel 1973 con la hit That Lady, seguita da I Wanna Be With You e It's a Disco Night (Rock Don't Stop), inclusi nell'album Winner Takes All, e poi nel 1983 con l'album Between the sheets. Negli anni 1965-1975 però gli Isley Brothers erano stati tutt'altro che inattivi, pubblicando singoli come Fight the Power (Part 1 & 2), I Turned You On e Love the One You're With. Quest'ultimo singolo rappresenta l'approdo degli Isley Brothers al genere rock.
Da menzionare gli album The Heat Is On (1975) e Harvest for the World (1976) che raggiunsero entrambi la prima posizione della Billboard Hot 100 e vendettero più di 500 000 copie.
Nel 1985 gli Isley Brothers producono per la I.R.S. Records l'album Masterpieces, l'ultimo album che vede la partecipazione di Kelly Isley, poiché egli muore nel 1986 stroncato da un attacco di cuore mentre lottava contro un tumore.
Nel 1992 gli Isley Brothers vengono inseriti nella Rock & Roll Hall of Fame da Little Richard.
Gli ultimi lavori della band sono gli album Eternal del 2001, firmato dai soli Ron ed Ernie (Marvin si era ritirato nel 1997 a causa del diabete che l'ha portato alla morte nel 2010), il quale vendette più di 2 milioni di copie; Body Kiss del 2003; Baby makin' music del 2006 e il loro primo album natalizio: I'll be home for Christmas nel 2007.
Nel 2010 Ron Isley ha pubblicato il suo primo album solista, dal titolo Mr. I..
Nel 2011 Ron ed Ernie, gli unici ancora in vita, hanno riunito la band con il progetto di rimodernarla.
L'11 ottobre 2023 Rudolph Isley, ritiratosi dal gruppo nel 1989, è morto all'età di 84 anni.

## Formazione

### Formazione attuale
- Ronald Isley – voce (1955-presente); cori (1954-1955)
- Ernie Isley – chitarra, basso, batteria, percussioni (1973-1984, 1991-presente)[3]

### Membri passati
- Vernon Isley – voce (1954-1955; morto nel 1955)
- Rudolph Isley – cori (1954-1989, 2004; morto nel 2023)
- O'Kelly Isley Jr. – cori (1954-1986; morto nel 1986)
- Marvin Isley – basso (1973-1984, 1991-1997; morto nel 2010)[3]
- Chris Jasper – tastiera, cori, chitarra, basso, percussioni (1973-1984; morto nel 2025)[3]

## Discografia

### The Isley Brothers
- 1959 – Shout!
- 1962 – Twist & Shout
- 1963 – Twisting & Shouting with the Isley Brothers
- 1964 – Take Some Time Out with the Isley Brothers
- 1966 – This Old Heart of Mine (Is Weak for You)
- 1967 – Soul on the Rocks
- 1969 – It's Our Thing
- 1969 – Live at Yankee Stadium
- 1969 – The Brothers: Isley
- 1970 – Get Into Something
- 1971 – Givin' It Back
- 1972 – Brother, Brother, Brother
- 1972 – The Isleys Live
- 1973 – 3 + 3
- 1974 – Live It Up
- 1975 – The Heat Is On
- 1976 – Harvest for the World
- 1977 – Go for Your Guns
- 1978 – Showdown
- 1979 – Winner Takes All
- 1980 – Go All The Way
- 1981 – Inside You
- 1981 – Grand Slam
- 1982 – The Real Deal
- 1983 – Between the Sheets
- 1985 – Masterpiece
- 1987 – Smooth Sailin'
- 1989 – Spend the Night
- 1992 – Tracks of Life
- 1996 – Mission to Please
- 2001 – Eternal
- 2003 – Body Kiss
- 2006 – Baby Makin' Music
- 2007 – I'll Be Home for Christmas
- 2017 – Power of Peace (con i Santana)

### Ronald Isley feat The Isley Brothers
- 1991 – Tracks of Life
- 1994 – Live!
- 1996 – Mission to Please

### The Isley Brothers feat Ronald Isley alias Mr. Biggs
- 2001 – Eternal
- 2003 – Body Kiss
- 2004 – Taken to the Next Phase
- 2005 – Baby makin music
- 2007 – I'll Be Home For Christmas